# Sparkster
Sparkster (スパークスター?) es un videojuego de plataformas de scroll horizontal de la era de los 16 bits creado y distribuido por Konami en 1994 para la videoconsola Super Famicom/Super Nintendo. El título, que contó con la dirección y programación de Hideo Ueda (Axelay), es un juego diferente de la versión de Mega Drive, que llevaba el título completo de Sparkster: Rocket Knight Adventures 2, salvo por las similitudes en la banda sonora y características estilísticas similares como el diseño de los robots y el acorazado o ciertos giros argumentales. Además, no tiene continuidad argumental con el Rocket Knight Adventures original para Mega Drive.
Tanto Sparkster para SNES como para Mega Drive. Es hoy en día uno de los juegos más cotizados por coleccionistas.

## Argumento
Se cree que la historia de este Rocket Knight se sitúa entre Rocket Knight Adventures y Sparkster: Rocket Knight Adventures 2.[cita requerida]
El reino de Eginasem, una tierra habitada por zarigüeyas, está bajo el ataque del ejército de lobos soldado amarillos de Lioness, que también secuestró a la princesa Flora. Sparkster, el Rocket Knight, tiene la intención de combatir esta amenaza, rescatar la princesa y salvar su reino de una destrucción segura. Su némesis, el Rocket Knight rival Axel Gear, está ayudando a las fuerzas invasoras, haciendo la tarea de Sparkster aún más peligrosa. El objetivo del jugador es combatir con los guerreros y robots enemigos, derrotar a Axel Gear e infiltrarse en el acorazado enemigo, donde el líder de los lobos amarillos, el Generalísimo Lioness, está planeando lanzar una bomba para destruir el planeta Eginasem.

## Jugabilidad
El protagonista epónimo es un caballero zarigüeya que lucha contra un ejército de lobos amarillos y robots. Va armado con una espada que puede disparar ondas de energía y un cinturón cohete que le permite volar a cortas distancias. La jugabilidad es esencialmente la misma de los juegos de Mega Drive. Una diferencia importante es que el nivel final del juego depende del ajuste de dificultad elegido por el jugador. En "easy" (fácil) el juego culmina con una batalla contra Axel Gear, pero en "normal", la historia continúa con Sparkster luchando contra el líder de los lobos en el siguiente nivel. En el ajuste "hard" (difícil), el juego continúa más allá de ahí, con la verdadera fase final.

## Recepción y crítica
Sparkster recibió de Electronic Gaming Monthly el reconocimiento de "Mejores efectos de sonido de 1994".